# Hôtel Metropol de Belgrade
L'hôtel Metropol (en serbe cyrillique : Хотел Метропол ; en serbe latin : Hotel Metropol) est situé à Belgrade, la capitale de la Serbie, dans la partie urbaine de la municipalité de Palilula. Construit entre 1954 et 1958, il est inscrit sur la liste sur la liste des monuments culturels protégés de la République de Serbie et sur celle des biens culturels de la Ville de Belgrade,.

## Architecture

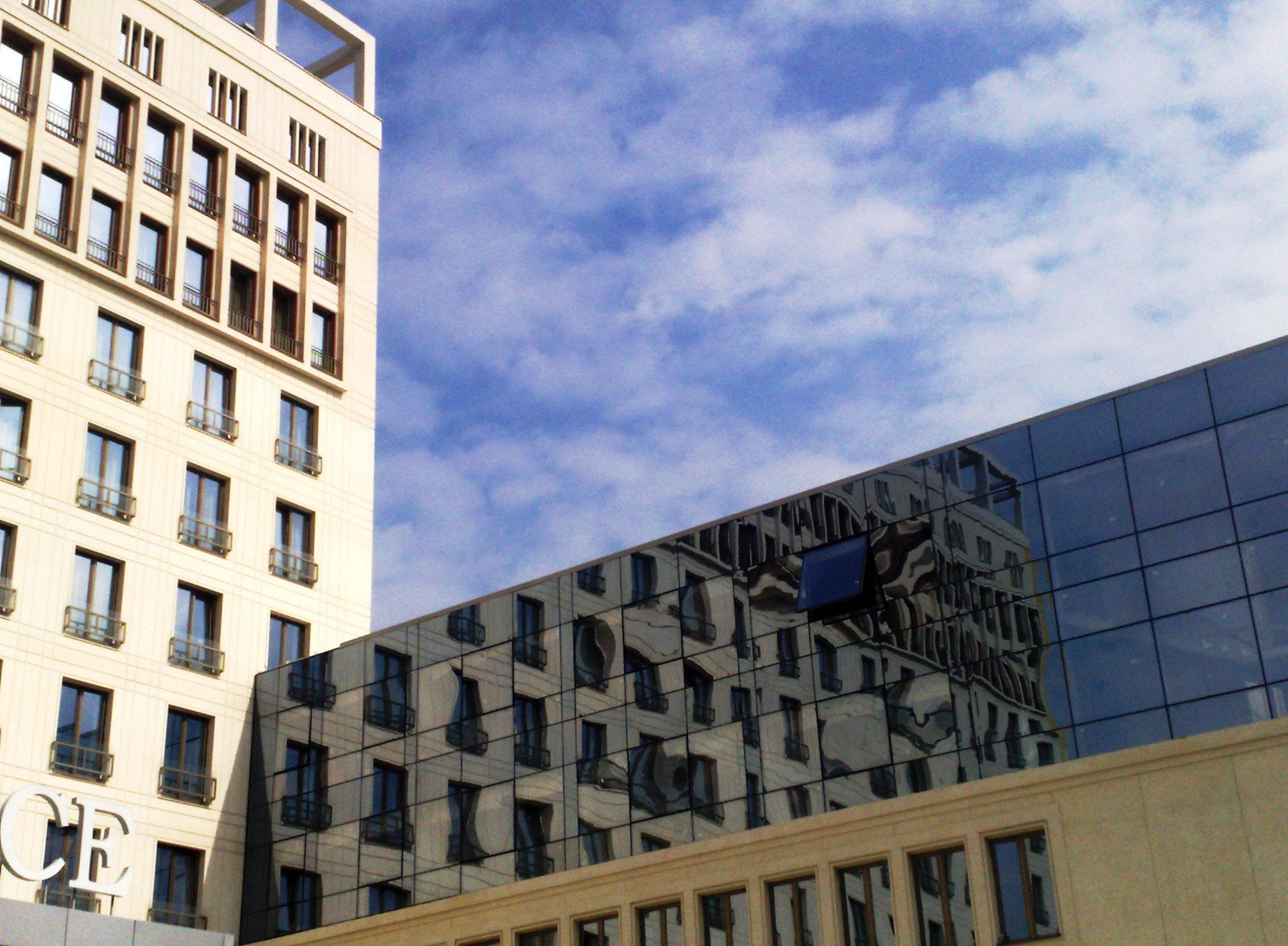
Une extension récente de l'hôtel Metropol

L'hôtel Metropol, situé 69, boulevard du Roi-Alexandre et dans le parc de Tašmajdan, est construit entre 1954 et 1958 selon des plans de l'architecte Dragiša Brašovan, adaptés pour achever le bâtiment du Comité central de la Jeunesse yougoslave.
L'hôtel appartient à la troisième période de l'œuvre de Brašovan. Il s'impose comme une construction indépendante de son environnement immédiat. Il est constitué d'une masse haute et cubique. Les façades, sans décoration, jouent sur la disposition des volumes, par exemple visible au niveau des ouvertures. Les fenêtres les plus élevées présentent ainsi une variation sur le plan de leur position et de leur emplacement et l'ensemble forme une unité.
L'édifice est caractéristique du mouvement moderne dans sa variante fonctionnaliste.

## Historique

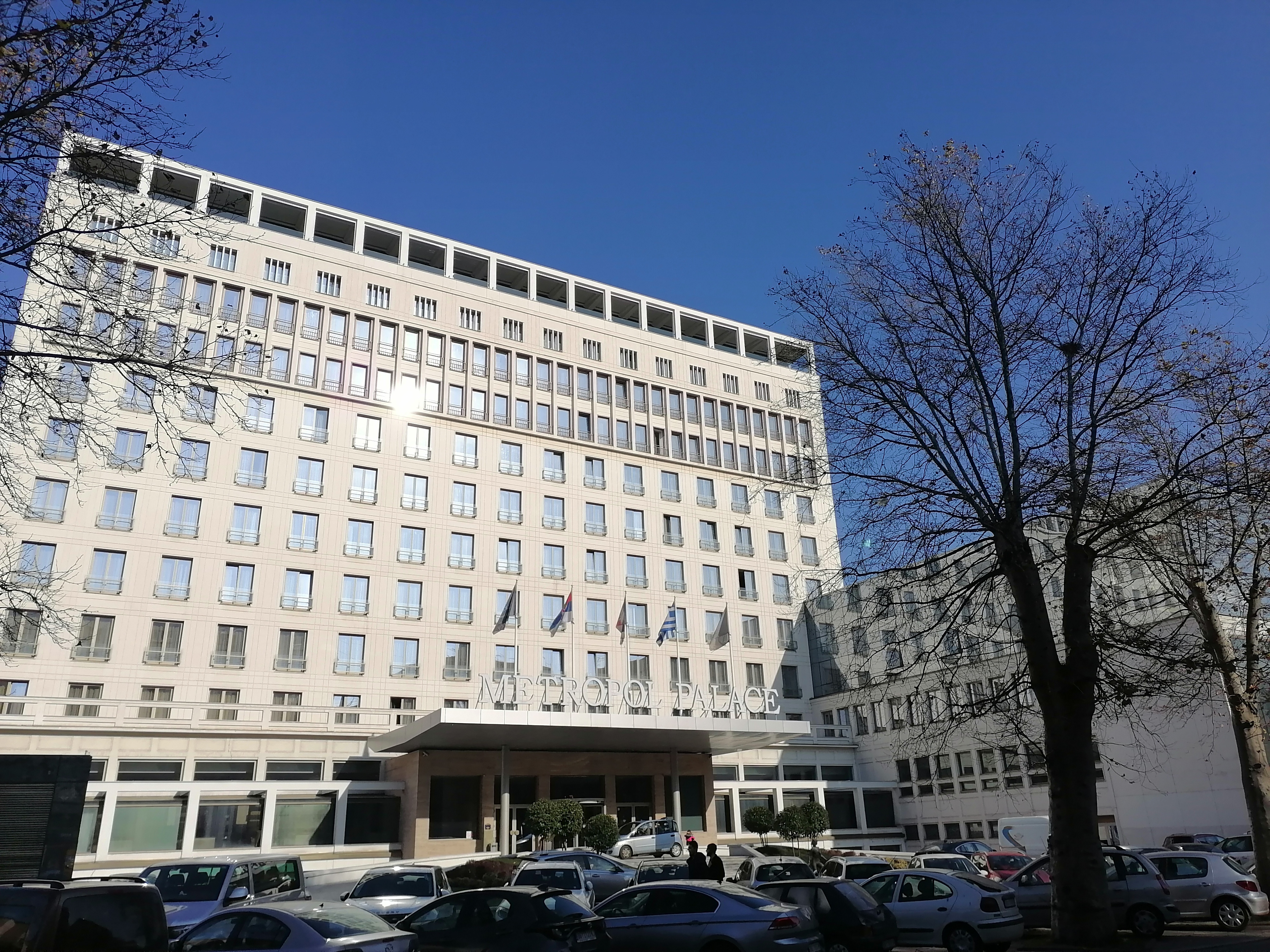

Ouvert en 1958, l'hôtel Metropol a accueilli de nombreuses personnalités, parmi lesquelles on peut citer Habib Bourguiba, Gamal Abdel Nasser, Che Guevara, Louis Armstrong, Kirk Douglas, Igor Stravinsky, Elizabeth Taylor,
Sophia Loren, Jack Nicholson, Nehru, Neil Armstrong, Buzz Aldrin, Vittorio De Sica, Gina Lollobrigida, Tigran Petrossian, Mikhaïl Tal, Boris Spassky, Bobby Fischer.

## Utilisation actuelle
L'hôtel Metropol, qui, après des travaux, a rouvert ses portes en 2012, est aujourd'hui encore classé parmi les palaces.